# 河北省木兰围场国有林场
河北省木兰围场国有林场（简称木兰林场:20），或称河北木兰围场国有林场管理局（木兰林管局），是河北省政府林业和草原局直属财政基本保障公益一类事业单位。驻地在承德市围场满族蒙古族自治县。
最早可追溯至1963年创建的国有林场，即河北省孟滦国营林场管理局。2002年，经河北省林业厅批准，木兰林场在滦河上游地区建立河北滦河上游自然保护区。其中，在燕格柏乡的燕格柏林场，改设为燕格柏管理区:469。2008年初，经国家林业局批准，设立“河北木兰围场国家级森林公园”。2008年，河北滦河上游自然保护区晋级为国家级自然保护区，即滦河上游国家级自然保护区。木兰林场与滦河上游国家级自然保护区管理中心实行“一个机构两块牌子”的管理模式:20。
木兰林场总经营面积158.76万畝（或105608.5公顷），分布于围场满族蒙古族自治县的34个乡镇、285个村、3000多个居民组，辖区居民近40万人。围场满族蒙古族自治县人民政府、2020年12月的一份通告提及，河北省木兰围场国有林场做为一个自然资源登记单元，以木兰围场国有林场、河北滦河上游国家级自然保护区、河北木兰围场国家森林公园、敖包山省级森林公园、南大天省级森林公园界线为基础预划分登记单元范围。涉及围场满族蒙古族自治县的40个乡镇、林牧场，以及庙宫水库。

## 组织机构
2020年时，林场下辖13个基层单位，18个机关科室。
2021年时，林场下辖12个分场、54个营林区。2015年相关报道提及“北沟林场”。2022年相关文章提及的七个分场，分别是：桃山分场、孟滦分场、五道沟分场、良繁场、龙头山分场、八英庄分场、山湾子分场。